# Cinque Nazioni 1914
Il Cinque Nazioni 1914 (in inglese 1914 Five Nations Championship; in francese Tournoi des Cinq Nations 1914; in gallese Pencampwriaeth y Pum Gwlad 1914) fu la 5ª edizione del torneo annuale di rugby a 15 tra le squadre nazionali di Francia, Galles, Inghilterra, Irlanda e Scozia, nonché la 32ª in assoluto considerando anche le edizioni dell'Home Nations Championship.
Il torneo fu appannaggio, per la nona volta, dell'Inghilterra che, nell'occasione, conquistò sia il Grande Slam che il Triple Crown che, infine, la Calcutta Cup.
Con tale edizione terminò la supremazia scozzese nel torneo iniziata nell'edizione del 1901, quando la nazionale del Cardo aveva sopravanzato gli inglesi nel palmarès con sei titoli contro cinque; da quel momento l'Inghilterra fu sempre in vantaggio sugli scozzesi nell'albo d'oro.
La partita tra Scozia e Francia non si tenne per via della decisione di Scottish Football Union di sospendere gli incontri internazionali tra le due squadre a seguito di incidenti occorsi nel corso della loro gara nel Cinque Nazioni 1913 a Colombes.
La chiusura del Cinque Nazioni tra Francia e Inghilterra a Colombes fu l'ultimo atto del rugby internazionale per circa sei anni: a fine giugno seguente avvenne l'attentato di Sarajevo, a seguito del quale scoppiò la prima guerra mondiale, e l'attività rugbistica si fermò anche per via dell'arruolamento volontario di molti giocatori nelle forze armate dell'impero britannico.
Il valore delle marcature, come stabilito dall’IRFB nel 1905, era: 3 punti per ciascuna meta (5 se trasformata), 3 punti per la realizzazione di ciascun calcio piazzato o mark, 4 punti per la realizzazione di ciascun drop.

## Nazionali partecipanti e sedi
| Squadra     | Città           | Impianto interno                    |
| ----------- | --------------- | ----------------------------------- |
| Francia     | Colombes Parigi | Stade du Matin Parco dei Principi   |
| Galles      | Cardiff Swansea | Arms Park St. Helen's               |
| Inghilterra | Londra          | Twickenham                          |
| Irlanda     | Belfast Dublino | Balmoral Showgrounds Lansdowne Road |
| Scozia      | Edimburgo       | Inverleith Sports Ground            |

## Risultati
| Arbitro: | E.W. Calver |

|               |    |               |
| André Lacoste | mt | Quinn Tyrrell |
|               | tr | Lloyd         |

| Arbitro: | James Greenlees |

|               |      |          |
| Brown Pillman | mt   | W. Watts |
| Chapman (2)   | tr   | Bancroft |
|               | drop | Hirst    |

| Arbitro: | V. Drennan |

|                        |      |            |
| I. Davies Hirst Wetter | mt   | W. Stewart |
| Bancroft (2)           | tr   | Laing      |
| Bancroft               | c.p. |            |
| Hirst Lewis            | drop |            |

| Arbitro: | Tom Schofield |

|                                 |      |               |
| Davies Lowe (2) Pillman Roberts | mt   | Jackson Quinn |
| Chapman                         | tr   | Lloyd         |
|                                 | drop | Lloyd         |

| Arbitro: | Bim Baxter |

|                |    |  |
| McNamara Quinn | mt |  |

| Arbitro: | Jack Miles |

|                                             |    |  |
| J. Davies Evans Hirst Uzzell (2) Wetter (2) | mt |  |
| Bancroft (5)                                | tr |  |

| Arbitro: | J.T. Tulloch |

|        |    |                           |
| Foster | mt | I. Davies J. Jones Wetter |
|        | tr | Lewis                     |

| Arbitro: | Tom Schofield |

|                 |      |                  |
| Huggan Will (2) | mt   | Lowe (3) Poulton |
| Turner          | tr   | Harrison (2)     |
| Bowie           | drop |                  |

| Arbitro: | Jack Games |

|                            |    |                                  |
| André Capmau Lubin-Lebrère | mt | Davies Lowe 3 Poulton (4) Watson |
| Besset (2)                 | tr | Greenwood (6)                    |

## Classifica
| Pos | Squadra     | G | V | N | P | PF | PS | DP  | Pt |
| --- | ----------- | - | - | - | - | -- | -- | --- | -- |
| 1   | Inghilterra | 4 | 4 | 0 | 0 | 82 | 49 | +33 | 8  |
| 2   | Galles      | 4 | 3 | 0 | 1 | 75 | 18 | +57 | 6  |
| 3   | Irlanda     | 4 | 2 | 0 | 2 | 29 | 34 | −5  | 4  |
| 4   | Scozia      | 3 | 0 | 0 | 3 | 20 | 46 | −26 | 0  |
| 5   | Francia     | 3 | 0 | 0 | 3 | 19 | 78 | −59 | 0  |